# Memorijska mapa
Memorijska karta ili memorijska mapa ime je za podatkovnu strukturu koja se koristi u računarstvu za opisivanje izgled glavne memorije i/ili virtualne u nekom računarskom sistemu.Memorijske karte jako su važne u arhitekturi nekog računarskog sistema i operacijskog sustava, osobito za programere i inženjere koji rade u području sklopovlja te pisanju softwarea koji ima dodir sa sklopovljem ili s osnovnim programima nekog operacijskog sustava - tzv. sistemskih aplikacija

## Primjeri
Memorijska mapa kućnog računala Orao :
- 0000 - 03FF - nulti blok   (1K)
- 0400 - 5FFF - korisnički RAM (23K)
- 6000 - 7FFF - video RAM (8K)
- 8000 - 9FFF - sistemske lokacije (8K)
- A000 - AFFF - proširenje (1K)
- B000 - BFFF - DOS (1K)
- C000 - DFFF - BASIC ROM  (8K)
- E000 - FFFF - sistemski ROM (8K)